# 張冬芳
張冬芳（1917年—1968年），台灣詩人、作家、哲學研究者，台灣臺中豐原人。

## 生平
張冬芳於豐原公學校畢業後進入台中州立第一中學校就讀，後考入台北高等學校。在台灣完成高中學業後，旋即至日本東京帝國大學攻讀東洋哲學（日本的東洋學主要指漢學）畢業，取得哲學士學位。返台後任教則於台灣大學中文系。他與蘇維熊、黃得時同為台灣大學最早的3位先修班教授（只有這3位先修班教授和先修班主任林茂生是台灣人，1945年12月獲聘，其他師資是留用的元台北帝國大學預科日本人教員）。
與作家呂赫若同為鄰居，往來過從甚密。白色恐怖期間，呂赫若逃亡至深山，傳聞被毒蛇咬死，張冬芳則避居豐原老家，四處流離寄居於親友、佃農家中甚至墳場，終至倖免於難。1950年代後回到台中豐原，遂棄文從商，不再提筆。
在世時創作詩、小說、散文、劇本多部，並曾將中國作家老舍的離婚由漢語譯為日本語。

## 哲學思想
張冬芳曾赴日本就讀東洋哲學，專長領域為經學，並從事現代化的漢學研究，也就是借用當代西方哲學的概念或方法論來重新詮釋或理解漢學經典。

## 作品特色及出版
張冬芳亦精於文學，以寫實詩聞名。他的詩作批判嚴厲，直抒時局暴政，多描寫個人及友人的流亡經驗。有其中一首在二二八事件爆發前1個月左右在新新月刊第2卷第1期發表的「對話」，以白描口語的方式鋪陳出寒風中賣紅豆仔冰的小市民辛酸，語言生動，毫不雕琢，生動而直接地再現了事件前夕台灣社會普遍窮困貧乏的景像。他以日文所寫新詩〈姜太公的夢〉、〈腳印〉、〈美麗的世界〉、〈旅人〉、〈南國〉，戰後由台灣詩人陳千武翻譯成中文，之後被收錄在陳明台主編的《陳千武譯詩選集》裡。

## 外部連結
- 張冬芳資料網頁